# Krempermarsch
Krempermarsch er et af fire holstenske marskområder i det nordlige Tyskland, beliggende i Elbmarsken nordøst for Elben mellem dennes bifloder Krückau og Stör og gestranden. Hovedbyen i Krempermarsch er byen Krempe, der gennemstrømmes af Krempau.
Krempermarsch er en del af Kreis Steinburg i Slesvig-Holsten. En del af Krempermarsch udgøres i dag af Amt Krempermarsch.
Udviklingen af Krempermarsch blev muliggjort (som i Wilstermarsch) ved ankomsten i det 12. århundrede af hollandske nybyggere. I den sydlige del af Krempermarsch blev hollænderne der efter næsten de eneste bosættere. Regionen anvendes overvejende til landbrug endnu i dag, den vigtigste del er husdyr; Der er også raps og kornafgrøder af betydning.
Den vigtigste by er Glückstadt. Her findes også industri og en færge over Elben til Wischhafen i Niedersachsen.